# Зичища
Зичища (на албански: Ziçisht или Ziçishti), е село в Албания, част от община Девол, област Корча.

## География
Селото е разположено на 12 километра източно от град Корча по горното течение на река Девол в котловина между Грамос и Морава, на 5 километра северно от Божи град (Мирас).

## История
В XV век в Зелчища са отбелязани поименно 77 глави на домакинства. В османските данъчни регистри от средата на XV век Жепчище е споменато с 41 глави на семейства и двама неженени Гин, свещеникът Черп, Драгивой, Герг, Михо, Никола, Михо, Стайко, Милчо, Райко, Добрешко, Никифор, Райко, Джорджо, Джерджо, Миланче, Гин, Михо, Петру, Стайо, Богоя, Димитри, Добри, Стайко, Михал, Никола, Коста, Станиша, Райко, Михос, Тодор, Никола Гюрица, Койо, Стайко, Раде, Михо, Койо, Михо, Яно, Никола, Михос, Михо, и вдовиците Мара и Йелена. Общият приход за империята от селото е 3147 акчета.
Михалакевата къща е архитектурен паметник на Албания от 1979 година.
До 2015 година селото е част от община Божи град (Мирас).

## Личности
Родени в Зичища
- Евлогий Курилас (1880 – 1961), православен епископ на Корча, деец на гръцката пропаганда в Македония
- Коста Черкези (1892 - 1959), албански историк и публицист
- Михалак Зичищи (1921 - 1994), албански политик, заместник-министър на вътрешните работи
- Петрак Зото (1937 - 2015), албански писател